# Carlos (nome)
Carlos é um popular prenome da onomástica da língua portuguesa com origem no germânico Karl. A sua versão feminina é Carlota. Há também variantes deste nome, tais como Carolina e Carla.
A opinião mais aceite da etimologia deste prenome remete para o alemão karl que significa "forte", "varonil" ou "robusto". Outros atribuem a sua origem ao termo anglo-saxão churl que significa "uma pessoa comum" ou "um homem livre". O nome foi latinizado na versão Carolus.
É provável que a o nome se tenha tornado especialmente popular devido à existência de Carlos, cognominado Magno, rei dos francos e dos lombardos. Carlos Magno foi coroado imperador pelo papa em 800 DC.
Carlota é a versão feminina do italiano Carlotto, um provável diminutivo de Carlos.
Carolina poderá ser a junção da versão latinizada de karl com lind cujo significado é "doce", dando assim a ideia de alguém forte mas ao mesmo tempo doce ou suave.

## Versões deCarlosem diversos idiomas

### Masculinos
- Carl (inglês, dinamarquês, francês, norueguês, sueco, alemãoclássico)
- Carlyon (inglês)
- Carlo (italiano)
- Carlos (português, espanhol)
- Carles (catalão)
- Carlu (siciliano)
- Carol (romeno)
- Carolus (latim)
- Charl (africâner)
- Charles (francês, inglês); diminutivo variações incluem: Charlie, Chaz e Chuck.
- Charlys (córnico)
- Gàrral (lapão)
- Kaarle, Kaarlo (finlandês)
- Kaarel (estônio)
- Kalle (estônio, finlandês, sueco)
- Karel (africâner, tcheco, holandês, esloveno)
- Karl (estônio, Danish, alemão, islandês, norueguês, sueco)
- Карл (búlgaro, russo)
- Kārlis (letão)
- Karlo (croata, bósnio, sérvio); Карло sérvio; კარლო  georgiano
- Կարլոս  (Karlos) (armênio)
- Karol (polonês, eslovaco)
- Karolis (lituano)
- Κάρολος (Károlos) (grego)
- Károly (húngaro)
- كيرولوس (Kirollos) (árabe)
- Séarlas (irlandês); Cathal e Cormac são vistos, comumente, como variações de Charles/Carl/Karl em irlandês. No entanto, são equiparações, não formas verdadeiras.
- Siarl (galês)
- Teàrlach (gaélico escocês) (sem relação etimológica com Carlos)

### Femininos
- Carla (holandês, inglês, alemão, francês, italiano, português, espanhol, catalão); este nome é muito antigo e comum.
- Carlijn (holandês)
- Carlota (espanhol, português, catalão)
- Carlotta italiano
- Carly (americano)
- Carol (inglês)
- Carole (inglês, francês, português)
- Carola (alemão, sueco)
- Carolina (italiano, português, espanhol, sueco)
- Caroline (inglês, francês, sueco, dinamarquês)
- Carolyn (inglês)
- Charla (inglês)
- Charlene (inglês)
- Charlène (francês)
- Charlotta (sueco)
- Charlotte (inglês, francês, alemão, sueco, dinamarquês)
- Karla (alemão, escandinavo, tcheco)
- Karoliina (Finnish)
- Karolina, sueco)
- Karolína (tcheco)
- Karoline (dinamarquês, Norwegian, sueco)
- Karole